# John Magufuli
John Pombe Joseph Magufuli (Chato, 29 ottobre 1959 – Dar es Salaam, 17 marzo 2021) è stato un politico tanzaniano, eletto Presidente della Tanzania in occasione delle elezioni presidenziali del 2015, entrando poi in carica il 5 novembre successivo; era stato riconfermato nelle elezioni presidenziali del 2020.

## Biografia
Esponente del Chama Cha Mapinduzi, ha più volte ricoperto la carica di Ministro. Dopo essere diventato Presidente della Repubblica Unita di Tanzania le libertà civili fondamentali dei cittadini sono diminuite. Sono stati limitati i diritti alla libertà d’espressione e d’associazione e non sono state contrastate la discriminazione per motivi legati al genere e all'orientamento sessuale. Si è speso personalmente per vietare alle ragazze in gravidanza di poter frequentare le lezioni nella scuola pubblica.
Ha avviato campagne contro l'omosessualità, costituendo anche dei team per scovare gli omosessuali. Ha dichiarato che queste operazioni avvengono "in nome di Dio". 
Ha ridotto il suo stipendio da 15.000 dollari a 4.000 dollari al mese, diventando uno dei capi di stato africani meno pagati. Il suo mandato è essenzialmente caratterizzato da una vigorosa lotta alla corruzione. Grandi somme di denaro che in precedenza erano evasione fiscale sono ora investite nell'istruzione e nell'alleviamento della povertà.
Il Paese ha modificato le leggi che disciplinano l'aggiudicazione dei contratti minerari, dando a sé stesso il diritto di rinegoziare o risolvere il contratto in caso di frode accertata. La nuova legislazione elimina anche il diritto delle società minerarie di ricorrere all'arbitrato internazionale. Il contenzioso fiscale con Acacia Mining, accusata di aver sottovalutato per anni la sua produzione di oro, ha portato infine ad un accordo: la Tanzania ottiene il 16% delle quote delle miniere detenute dalla multinazionale. D'altra parte, questa politica anti-corruzione ha anche "spaventato gli investitori, che ora temono di avere a che fare con la giustizia tanzaniana, e indebolito la crescita", secondo Zitto Kabwe, uno dei leader del partito di opposizione Chadema.
Con uno dei tassi di crescita economica più elevati del continente (5,8% nel 2018 e 6% stimato dal FMI per il 2019), il governo tanzaniano sta avviando un importante programma di sviluppo delle infrastrutture, in particolare nel settore ferroviario. Il piccolo porto peschereccio di Bagamoyo, al quale sono stati stanziati 10 miliardi di dollari di investimenti, dovrebbe diventare il più grande porto dell'Africa entro il 2030. La Tanzania tende ad avvicinarsi alla Cina, che promette di sostenere progetti economici. In risposta a questo nuovo orientamento diplomatico e alla mancanza di democrazia, gli Stati Uniti hanno sospeso la loro partecipazione al Millennium Challenge Account, un fondo di sviluppo bilaterale.
È deceduto il 17 marzo 2021 in un ospedale di Dar es Salaam a 61 anni, per un arresto cardiaco, come riportato dalla vicepresidente Samia Suluhu, che ne ha annunciato il decesso in diretta sulla televisione di Stato, dopo settimane di incertezza in merito alle condizioni di salute del leader. Diverse fonti e il leader dell'opposizione hanno invece affermato che Magufuli, che aveva sempre negato o minimizzato l'esistenza della pandemia nel suo Paese, sia morto di COVID-19.

## Vita privata
Era sposato con Janeth, insegnante di scuola elementare; la coppia ebbe tre figli.